# Ель-Хамра – Сіді-Крір
Ель-Хамра — Сіді-Крір — трубопровід на півночі Єгипту, який сполучає нафтотранспортний хаб із індустріальною зоною на околиці Александрії, в якій діють три нафтопереробні заводи.

## Загальний опис
Починаючи з 1968 року у Західній пустелі Єгипту ведеться розробка родовищ вуглеводнів, при цьому майже всі видобуті тут нафта та конденсат надходять на термінал Ель-Хамра, розташований неподалік від міста Ель-Аламейн. Тривалий час цей ресурс вивозили виключно танкерами, допоки у середині 2010-х не створили альтернативу у вигляді трубопроводу від Ель-Хамра до південно-західних околиць Александрії. Кінцевим пунктом нового маршруту став терміналу Сіді-Крір, який належить до комплексу нафтопроводу SUMED (виник в часи війни з Ізраїлем для транспортування нафти до Середземномор'я в обхід Суецького каналу).
Довжина нафтопроводу Ель-Хамра — Сіді-Крір 90 км, він виконаний в діаметрі 400 мм та має пропускну здатність у 200 тисяч барелів на добу.
Можливо відзначити, що спорудження трубопроводу анонсували як крок, спрямований на повне припинення експорту сирої нафти походженням із Західної пустелі. Втім, наприкінці того ж десятиліття узялись за масштабне розширення терміналу Ель-Хамра.